# كنتنهيدة
كَنْتَنهِيدَة أو (نقحرة: كانتانهيدي) هي مدينة من مدن البرتغال. يبلغ عدد سكانها 36595 نسمة وذلك حسب إحصائيات سنة 2011. تبلغ مساحتها 390.88 كم².

## توأمة
لكنتهيدة اتفاقيات توأمة مع:
- ألفورفيل

## أعلام
- بيدرو تكسيرا
- لويس فيليبي